# Neuendorf (Baviera)
Neuendorf è un comune di 876 abitanti della Baviera, in Germania.
Appartiene al distretto governativo (Regierungsbezirk) della Bassa Franconia, e al circondario (Landkreis) Main-Spessart (targa MSP), ed è parte della comunità amministrativa (Verwaltungsgemeinschaft) di Lohr am Main.